# Kościół Narodzenia Najświętszej Maryi Panny w Strzeszowie
Kościół Narodzenia Najświętszej Maryi Panny w Strzeszowie – katolicki kościół filialny zlokalizowany we wsi Strzeszów w gminie Trzcińsko-Zdrój, w powiecie gryfińskim (województwo zachodniopomorskie). Jest filią parafii Matki Bożej Nieustającej Pomocy w Trzcińsku-Zdroju.

## Historia i architektura
Kościół został wzniesiony w drugiej połowie XIII wieku. Wymurowany z ciosów kamiennych, jest budowlą salową w formie wydłużonego prostokąta o wymiarach 28,7 × 10,5 m. Od strony zachodniej w 1739 roku dostawiono wieżę w konstrukcji ryglowej, która jednak zawaliła się w 1777 roku. Obecną, ceglaną wieżę w stylu neogotyckim, wzniesiono w 1897 roku. Budynek kościoła obiega ukośnie sfazowany cokół oraz wyprofilowany kamienny gzyms. Oryginalne portale wejściowe, znajdujące się przypuszczalnie w zachodniej i południowej elewacji, zostały zamurowane. Kościół posiada wąskie ostrołukowe okna, trzy w elewacji wschodniej i po sześć w elewacjach bocznych.
Wnętrze nakryte jest drewnianym stropem, nad wejściem znajduje się empora chórowa z prospektem organowym. W kościele zachowało się drewniane renesansowe epitafium M. Schillinga ze sceną Ukrzyżowania, na wieży kościelnej natomiast dzwon z 1579 roku.
Po II wojnie światowej kościół został poświęcony ponownie jako świątynia katolicka w dniu 8 września 1947 roku przez ks. Tadeusza Sorysa.
Do kościoła przylega cmentarz otoczony murem z kamienia i cegły, z dwoma neogotyckimi bramami zwieńczonymi krenelażem.